# Joan Batlle i Amell

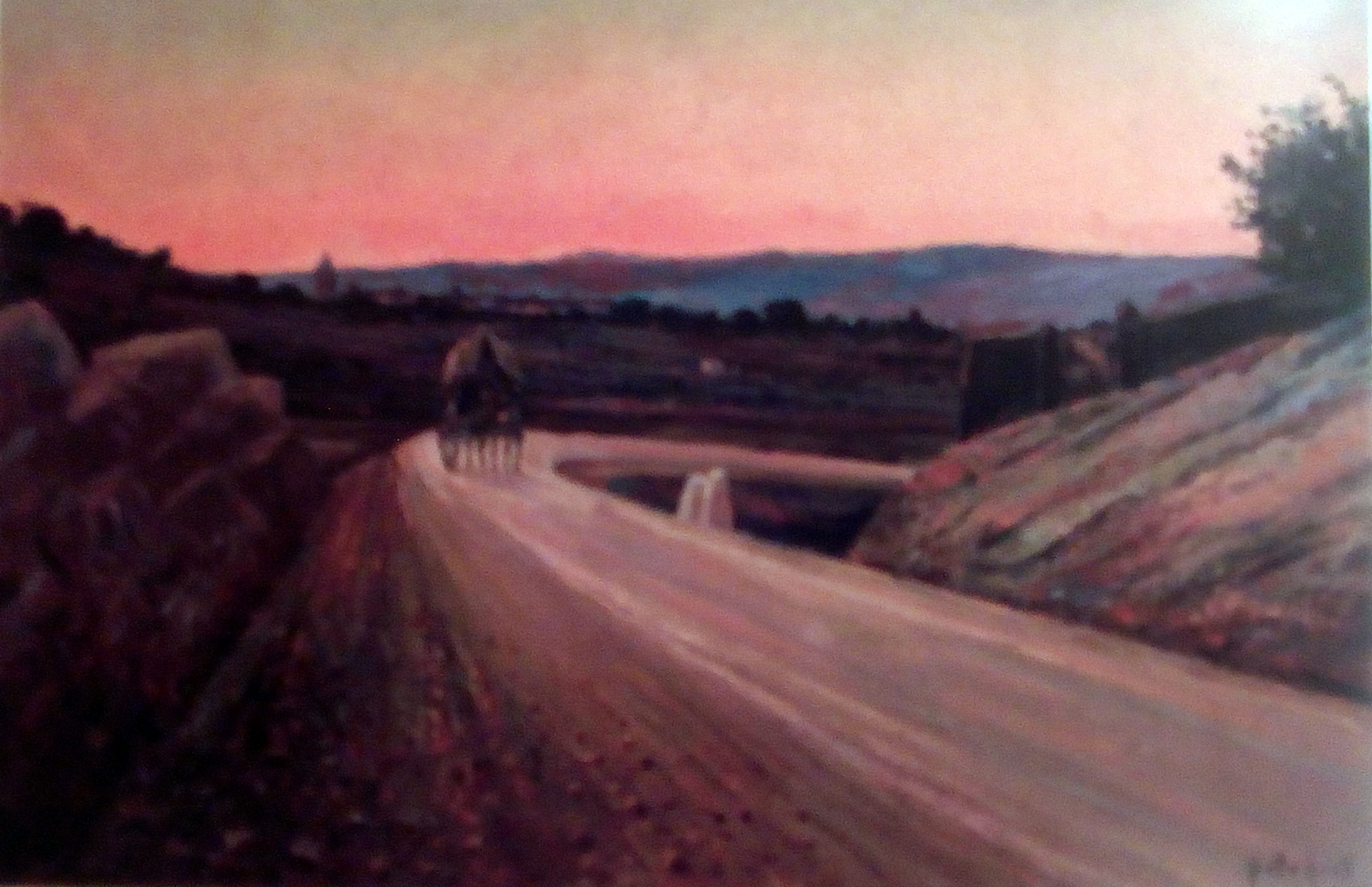
Camí de les Forques (1898), col·lecció particular

Joan Batlle i Amell (Sitges, 1855 - ibídem, 1927) fou un pintor català, membre de l'Escola luminista de Sitges.

## Biografia
Va néixer el 1855, fill de Joan Batlle i Ribot i Maria Amell i Fabré. Cap al 1880 es va integrar a l'Escola luminista de Sitges, en contacte amb altres artistes com Arcadi Mas i Fondevila, Joaquim de Miró i Argenter, Antoni Almirall i Romagosa i Joan Roig i Soler. Oposats en certa forma a l'Escola d'Olot, els pintors de la qual tractaven el paisatge de l'interior de Catalunya amb una llum més suau i tamisada, els artistes sitgetans es van decantar per la càlida i vibrant llum mediterrània i pels efectes atmosfèrics de la costa del Garraf. Hereus en bona part de Marià Fortuny, els membres d'aquesta escola buscaven reflectir amb fidelitat els efectes lluminosos del paisatge circumdant, en composicions harmonioses que combinaven verisme i certa visió poètica i idealitzada de la naturalesa, amb un subtil cromatisme i una pinzellada fluïda que a vegades va ser qualificada d'impressionista.
Deixeble en bona part de Roig i Soler, es va centrar com aquest en la pintura de paisatge i la marina, amb un estil semblant al del seu mestre, al que no obstant això no va aconseguir igualar en qualitat de dibuix, perspectiva i cromatisme.
Va participar en l'Exposició Regional de Vilanova de 1882, en la qual per primera vegada es va considerar al grup com una escola pictòrica.
El 1892 va participar en la Primera Exposició Modernista, que es va celebrar a Sitges, amb els quadres Marina, Campanar del meu poble, Terrisseria i Carrer de Sant Joan. Aquesta data va marcar la fi de l'etapa més pròpiament luminista d'aquesta escola, ja que l'auge de l'incipient modernisme va comportar la gradual dissolució del grup, que es va plasmar a més en la marxa de Roig i Soler de Sitges per establir-se a Barcelona. Amb posterioritat la majoria d'aquests artistes va evolucionar de forma diversa. Batlle va continuar en bona part amb l'estil luminista, encara que d'una manera més personal i heterogènia.
El 30 de juny del 1893 va signar al costat d'altres artistes com a testimoni per a l'adquisició de la finca Cau Ferrat, destinada posteriorment a museu de Santiago Rusiñol i el modernisme català.
Va participar en l'Exposició de Belles Arts de Barcelona de 1894 amb l'obra Un racó de camp i de 1898 amb Camí de les Forques.